# Levantamientos en los guetos judíos
Los levantamientos armados en los guetos fueron revueltas organizadas por judíos y otros grupos encarcelados en guetos nazis durante la Segunda Guerra Mundial en contra de los planes de deportar a los habitantes a los campos de concentración y exterminio. Tenían como objetivo escapar de los guetos y juntarse con grupos partisanos para luchar en contra de los alemanes.
Los movimientos de resistencia se dieron en aproximadamente 100 guetos. Los judíos tuvieron una gran cantidad de obstáculos, como entrar las armas a través del contrabando, adiestrar a los luchadores en las condiciones en que estaban y organizar un plan de combate por una posible acción sorpresa de los alemanes. Si bien los judíos sabían que no iban a poder derrotar a los alemanes y que la mayoría moriría, decidieron llevar a cabo igual la lucha.
Algunos de estos levantamientos fueron masivos y organizados, en tanto que otros fueron pequeños y espontáneos. El más conocido y más grande de todos esos levantamientos tuvo lugar en Varsovia en abril de 1943 (Levantamiento del gueto de Varsovia), pero también hubo otras insurrecciones en otros guetos.

## Organizaciones clandestinas en los guetos
En Polonia se creó una organización militar clandestina llamada Organización Judía de Combate debido a la influencia de lo ocurrido en Varsovia. A través de ella se llevaron a cabo levantamientos armados en diferentes guetos. En los más pequeños la organización para la lucha fue más difícil porque era más complicado mantener en secreto los preparativos y eran muy poco posibles los contactos con otras organizaciones clandestinas, pero a pesar de esto las resistencias se desarrollaron igualmente.
Una de ellas fue la rebelión del gueto de Bialistok que tuvo un gran efecto, aunque menor que el de Varsovia. Comenzó el 16 de agosto de 1943 y duró varios días, pero la mayoría de los combatientes cayeron en la lucha. También se realizaron resistencias en el gueto de Bedzin, y en los de Sosnowiecz, Tarnow y en el gueto de Cracovia.
Asimismo, surgieron otras organizaciones como la Organización Partisana Unida (P.P.O) que se formó en Vilna y que buscó realizar una resistencia en toda Europa Oriental. Otra de ellas fue la Organización Antifascista que se conformó en Kovno en 1942 y logró la liquidación del gueto en 1944. Por último, la organización constituida en Minsk realizó un gran trabajo y logró sacar a un grupo de judíos para que se unieran a los partisanos.

## Resistencias más conocidas
Entre los levantamientos más famosos se pueden nombrar el de las aldeas de Starodubsk y Tatarsk. Ocurrió el 25 de octubre de 1941 y no quedaron sobrevivientes. Por otro lado el 21 de julio de 1942 se realizó la rebelión de Kletsk en donde se incendiaron casas y los judíos huyeron a través de la fuerza. El 22 de julio del mismo año se reveló el gueto de Nesvich y el 9 de agosto el de Mir. En septiembre también hubo levantamientos en los guetos de Cachwa, Kremenets y Tuchin.
También se pueden nombrar el establecimiento de otros guetos conocidos:
- Gueto de Bialystok

- Gueto de Częstochowa

- Gueto de Lajva
- Gueto de Mizoch

- Gueto de Łódź
- Gueto de Leópolis
- Gueto de Marcinkance
- Gueto de Pińsk
- Gueto de Sosnowiec
- Gueto de Vilna